# ألف روبرتسون
ألف روبرتسون (بالسويدية: Alf Robertson)‏ هو مغني سويدي، ولد في 8 يونيو 1941 في غوتنبرغ في السويد، وتوفي في 24 ديسمبر 2008 في Frillesås ‏ في السويد.

## وصلات خارجية
- ألف روبرتسون على موقع IMDb (الإنجليزية)
- ألف روبرتسون على موقع ميوزك برينز (الإنجليزية)
- ألف روبرتسون على موقع ديسكوغز (الإنجليزية)